# Petite-Hour
Petite-Hour (en wallon : A li Ptite Hour) est un hameau belge de la section de Hour, faisant partie de la commune de Houyet, dans la province de Namur.

## Situation
Petite-Hour est un hameau de la Famenne namuroise situé à environ 500 mètres au nord-ouest du village de Hour sur la route menant à Houyet. Il est implanté à l'extérieur d'un  méandre de la Lesse et en rive gauche, à une centaine de mètres à vol d'oiseau de ce cours d'eau que l'on peut rejoindre par un sentier. Le hameau situé à l'altitude de 160 à 170 m .

## Patrimoine
Cette petite localité rurale est principalement constituée d'une dizaine d'habitations bâties en brique dont trois grosses fermes. Parmi ces fermes, le corps de logis situé au no 8 est une imposante construction en brique à double corps haute de quatre niveaux (trois étages) et large de cinq travées. Les linteaux et appuis de fenêtre sont réalisés en pierre calcaire.
Au niveau d'un carrefour au centre du hameau, un petit rocher artificiel est surmonté d'un crucifix entouré par deux statuettes blanches.
A une centaine de mètres au nord du hameau, on peut découvrir quelques vestiges du Vî Chestia (Vieux Château), un petit château médiéval d'origine du XIIe siècle occupant la pointe d'un éperon rocheux triangulaire dominant la vallée de la Lesse.

## Source et lien externe
Inventaire Régional du patrimoine